# Phaneta labiata
Phaneta labiata is een vlinder uit de familie van de bladrollers (Tortricidae). De wetenschappelijke naam van de soort is voor het eerst geldig gepubliceerd in 2010 door Donald J. Wright.

## Type
- holotype: "male. 4.VI.1970. leg. A. & M.E. Blanchard. genitalia slide no. DJW 2149"
- instituut: USNM, Smithsonian Institution, Washington, U.S.A.
- typelocatie: "USA, Texas, Cottle County, Paducah"